# Zamek w Bolesławcu
Zamek w Bolesławcu – ruiny zamku leżącego w Bolesławcu, w województwie łódzkim, w powiecie wieruszowskim.
Zamek w Bolesławcu stanowi przykład zamku nizinnego w fazie przejściowej pomiędzy wczesnośredniowiecznym budownictwem grodowym a murowanymi warowniami feudalnymi. Został zbudowany w czasach Kazimierza Wielkiego około połowy XIV wieku, prawdopodobnie jako pierwsza budowla obronna ufundowana przez tego władcę.

## Położenie
Zamek leży na zachodnim brzegu Prosny na sztucznym wzniesieniu, na kępie.

## Historia
Zamek murowany w Bolesławcu powstał w czasach panowania Kazimierza Wielkiego. Mur o wysokości 5 m został postawiony na kamiennych fundamentach na zaprawie piaskowo-wapiennej. Od strony południowej wkomponowano wieżę bramną. W czasach panowania Władysława Opolczyka, zamek został wzmocniony i stał się siedzibą okręgu administracyjnego i gospodarczego. Dodano wówczas ośmioboczną ceglaną wieżę na głazach granitowych. W 1391 lub 1393 r. zamek był oblężony przez wojska Władysława Jagiełły, jednak nie udało się go zdobyć. Zamek przeszedł pod panowanie Władysława Jagiełły po śmierci Władysława Opolczyka, na mocy porozumienia z Eufemią Mazowiecką, a następnie został wyznaczony na siedzibę starostwa niegrodowego. W kolejnym okresie zamek został ulepszony: zamontowano piece kaflowe, pokrycia dachowe, wzniesiono otoczony palisadą przygródek przed fosą. W latach 1615–1645 zamek nabrał cech manierystycznej rezydencji w stylu włoskim, na skutek działań ówczesnego starosty, Kacpra Denhoffa a następnie jego syna Zygmunta. Zamek został zniszczony podczas potopu szwedzkiego. Odbudowy dokonał starosta, Jan Feliks Radziejowski. Kolejnych zniszczeń dokonały wojska szwedzkie w 1704 r. w toku III wojny północnej: spalono zabudowania zamkowe i wysadzono zachodni fragment muru. Po tych wydarzeniach zamek nie został odbudowany, a opuszczony i popadł w ruinę.

## Stan obecny
Zachowały się dolne partie ceglanych murów obwodowych, kamienne fundamenty wieży bramnej oraz wolno stojąca wieża. Widoczne są ślady nawodnionej fosy.